# Darlington (borough)
Darlington è un borough e autorità unitaria della contea di Durham (contea cerimoniale), Inghilterra, Regno Unito, con sede nella città omonima.
L'autorità fu creata con il Local Government Act 1972, il 1º aprile, 1974 dalla fusione del municipal borough di Darlington con parte del distretto rurale di Darlington.

## Parrocchie civili
Le parrocchie, che non coprono l'area del capoluogo, sono:
- Archdeacon Newton
- Barmpton
- Bishopton
- Brafferton
- Coatham Mundeville
- Denton
- East and West Newbiggin
- Great Burdon
- Great Stainton
- Heighington
- High Coniscliffe
- Houghton le Side
- Hurworth
- Killerby
- Little Stainton
- Low Coniscliffe and Merrybent
- Middleton St. George
- Morton Palms
- Neasham
- Piercebridge
- Sadberge
- Summerhouse
- Walworth
- Whessoe